# Asesinato de Céline Figard
Céline Figard (Besanzón, Franco Condado; 23 de mayo de 1976 - Chieveley, Inglaterra; 19 de diciembre de 1995) fue una joven francesa que desapareció y fue asesinada durante una visita al Reino Unido en diciembre de 1995. Aceptó la propuesta de un conductor de camión, que le ofreció llevarla a su destino, mientras estaba estacionada en Chieveley, en el Sudeste de Inglaterra. Nunca llegó a su destino.
Después de una apelación para obtener información sobre su paradero y las investigaciones policiales, su cuerpo fue descubierto el 29 de diciembre, en un área de descanso en la A449 en Hawford, en el condado de Worcestershire, a 136 kilómetros al norte de su última posición. Una autopsia determinó que había sido estrangulada y golpeada hasta la muerte.
En febrero del año siguiente se detuvo a Stuart William Morgan, un camionero de 36 años oriundo de Poole (Dorset), después de que un colega reconociera su imagen en un retrato robot. Posteriormente, Morgan fue acusado del asesinato de Figard y condenado en octubre. Los detectives concluyeron que, después de violarla, estrangularla y golpearla, llevó su cuerpo en su vehículo durante diez días durante el período navideño antes de deshacerse de él. Morgan fue condenado a cadena perpetua. La justicia rechazó dos solicitudes de revisión de su condena, una en 1998 y otra en 2009.
Figard fue enterrada en el pueblo francés de Scey-sur-Saône-et-Saint-Albin, en el departamento francés de Alto Saona, cerca de donde nació, en un servicio al que asistieron su familia, amigos y políticos en enero de 1996. En el Reino Unido, se la recuerda en un jardín conmemorativo establecido en una iglesia en el pueblo de Ombersley, en Worcestershire, cerca de donde se descubrió su cuerpo.

## Antecedentes y desaparición

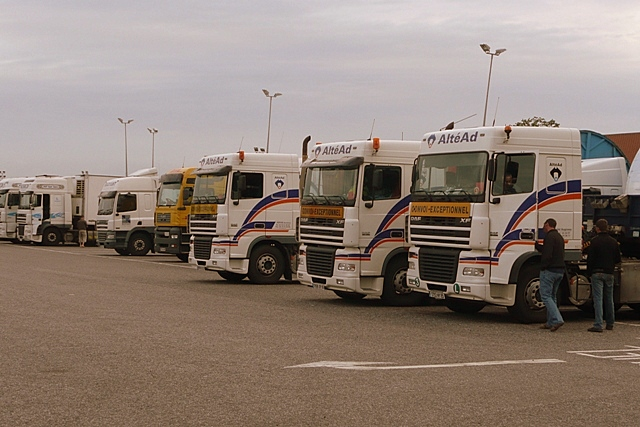
El aparcamiento de camiones de Chieveley Services en 2008. Figard fue visto con vida por última vez aquí la tarde del 19 de diciembre de 1995.

Céline Figard nació el 23 de mayo de 1976 en Besanzón, ciudad del Franco Condado (Francia), hija de Martine y Bernard Figard. Tenía dos hermanos, Stéphane y Nicolas, y una hermana, Karine. En el momento de su muerte, estudiaba contabilidad en el Lycée le Grand Chênois de Montbéliard. Tras una visita en 1990, se aficionó al Reino Unido, país al que viajó en repetidas ocasiones.
Figard pasó el verano de 1995 trabajando en un hotel de Fordingbridge, en el condado de Hampshire, donde su primo Jean-Marc era jefe de camareros, aprovechando la oportunidad para mejorar su inglés. Tenía previsto regresar al Reino Unido en diciembre para pasar otras dos semanas con Jean-Marc. Tras salir de casa el lunes 18 de diciembre, viajó con un amigo de la familia empleado por una empresa local de transportes hasta la costa francesa, tal y como habían acordado sus padres, y cruzó el Canal de la Mancha al día siguiente, llegando a Ashford (Kent). Su intención era viajar a Fordingbridge en tren; su escolta encontró a otro camionero francés, Roger Bouvier, que estaba dispuesto a llevarla a Chieveley Services, cerca de Newbury, en Berkshire.
Cuando llegaron, Figard intentó llamar a Jean-Marc para pedirle que la recogiera, pero marcó mal. El conductor de un camión Mercedes blanco se ofreció a llevarla a Salisbury. Bouvier tenía reservas sobre el conductor, pero la dejó ir con él. Figard salió de la estación de servicio con el conductor hacia las 16:30. Nunca llegó a su destino y se denunció su desaparición.
La policía pidió información sobre su desaparición y publicó una foto del camionero, pero no fue identificado. El 25 de diciembre, los investigadores empezaron a barajar la hipótesis de que había sido secuestrada. Al día siguiente, los investigadores empezaron a barajar la hipótesis de que había sido asesinada. El padre de Figard viajó al Reino Unido para ayudar a los detectives en su búsqueda y hacer un llamamiento a la población para que diera información sobre su paradero.

## Hallazgo del cuerpo y autopsia
En la mañana del viernes 29 de diciembre, un automovilista que se había detenido a cambiar un limpiaparabrisas encontró el cuerpo desnudo de una joven abandonado en un arcén de la carretera A449, cerca del pueblo de Hawford, en Worcestershire. La policía trató de averiguar su identidad, pero estaba segura de que no era la de Louise Smith, una auxiliar administrativa de 18 años que había desaparecido la madrugada del día de Navidad tras acudir a un club nocturno en Yate (Gloucestershire). El cadáver de Smith fue descubierto en febrero de 1996 en Chipping Sodbury (Gloucestershire del Sur).
El cuerpo fue identificado positivamente como el de Figard al día siguiente. La autopsia determinó que había sido estrangulada y apaleada con un objeto pesado, pero no estableció cuál de los dos había sido mortal. La autopsia no reveló «signos evidentes» de agresión sexual, pero se determinó que había habido relaciones sexuales poco antes de su muerte, y los detectives creían que se habían producido en contra de su voluntad. La policía declaró que el cuerpo había permanecido en el lugar donde fue hallado durante unas veinticuatro horas y trabajaba con la teoría de que había estado cautiva antes de ser asesinada. El comisario jefe Roger Hoddinott, de la policía de Hampshire, declaró que, en el momento del hallazgo, Figard llevaba muerta al menos cuatro o cinco días, pero no precisó la hora del fallecimiento.

## Investigación
La investigación fue dirigida por el detective John McCammont, de la Policía de West Mercia, y en ella participaron más de un centenar detectives de tres cuerpos policiales. Los agentes examinaron asesinatos similares sin resolver ante la preocupación de que todos pudieran ser obra del mismo individuo. McCammont descartó la relación entre ambos en una rueda de prensa celebrada el 4 de enero: «Quiero subrayar que, en este momento, no hay ninguna prueba sólida que vincule el asesinato de Céline con ninguna otra investigación», e hizo un llamamiento para obtener información sobre una botella de champán Pascal Chrêtien, regalada a Figard antes de que llegara a Inglaterra: «Este tipo particular de champán no se exporta a ninguna parte del mundo fuera de Francia y no se vende en este país. Es una cosecha de 1993 y sólo se han producido 60 000 botellas».
El 12 de enero de 1996, los investigadores anunciaron que realizarían pruebas de ADN a los conductores de todos los vehículos similares al Mercedes. Era la primera vez que se utilizaba este método a escala nacional para identificar a un sospechoso de asesinato. Los detectives rastrearon más de 100 vehículos y realizaron pruebas a 5 000 conductores. El 19 de febrero, la policía confirmó la detención de un hombre que les estaba ayudando en sus pesquisas. Al día siguiente, las autoridades anunciaron que el sospechoso era inglés y que había sido detenido en Poole (Dorset) en una operación conjunta de las policías de West Mercia y Dorset. Posteriormente fue identificado como Stuart Morgan, camionero autónomo de 36 años, que el 21 de febrero ingresó en prisión preventiva tras comparecer ante los magistrados de Redditch.

## Stuart Morgan
Stuart William Morgan era un camionero y antiguo técnico de calefacción inglés de Poole. Uno de los cinco hijos de John y Julianne Morgan, se crio en Tunbridge Wells, en Kent, donde su padre trabajaba como capataz municipal y su madre, refugiada de la antigua Alemania Oriental, trabajaba como limpiadora de colegios. Morgan abandonó la escuela con tres CSE, y en 1974 cumplió una pena privativa de libertad en un reformatorio tras una condena por robo. Tras cursar estudios de fontanería y calefacción en el Politécnico de Croydon, estableció un negocio de fontanería en la zona de Tunbridge Wells. Se trasladó a Dorset tras el fracaso de ese negocio en 1983 y trabajó como técnico de calefacción para el Ayuntamiento de Bournemouth. En 1991 se convirtió en camionero.
El 16 de octubre de 1996, un jurado tardó tres horas y media en condenar a Morgan por el asesinato de Figard, y fue sentenciado a cadena perpetua con la recomendación de que el ministro del Interior decidiera si podía optar a la libertad condicional. Al dictar sentencia, el juez Latham dijo: «Lo que le hizo a Céline ha causado repulsión en la mente de todas las personas que piensan correctamente. Es usted un hombre peligroso y así se lo comunicaré al Ministro del Interior».

## Apelaciones
Morgan recurrió su condena alegando que era injusta debido al nivel de publicidad que había recibido el caso. Su recurso fue rechazado por el Tribunal de Apelación de Inglaterra y Gales el 5 de febrero de 1998, después de que los tres magistrados que lo componían consideraran que no había motivos suficientes para justificar una apelación.
En enero de 2009, Morgan recurrió de nuevo, en virtud del apartado 3 del anexo 22 de la Ley de Justicia Penal de 2003, ante el Tribunal Superior de Inglaterra y Gales, solicitando una revisión de la recomendación de pena mínima. También fue rechazada en julio de ese año, y el presidente del tribunal, el juez Openshaw, recomendó: «La sentencia es, y sigue siendo, una sentencia de cadena perpetua. El acusado ni siquiera puede ser considerado para la liberación hasta que haya cumplido al menos 20 años (menos el tiempo cumplido antes de la sentencia). Esto no quiere decir que entonces vaya a ser puesto en libertad; de hecho, permanecerá detenido hasta que la Junta de Libertad Condicional considere que ya no representa un riesgo para el público. Incluso si la Junta de Libertad Condicional decide entonces o en algún momento en el futuro autorizar su liberación, estará bajo licencia que se extenderá por el resto de su vida».
En enero de 2016, Morgan recurrió contra el Ministerio de Justicia después de que este decidiera no rebajar su estatus de preso de categoría A, además de impugnar a la Junta de Libertad Condicional por negarse a permitirle una vista oral. En la vista celebrada el 26 de enero ante el Tribunal Superior se informó de que, según los términos de su condena, Morgan podría optar a la libertad condicional a partir de febrero, pero había seguido manteniendo su inocencia durante todo su tiempo en prisión, alegando que se encontraba en una situación «Catch-22» en la que no podía optar a la excarcelación sin admitir su culpabilidad. Al rechazar el caso, el juez sugirió que Morgan no había «abordado su conducta delictiva» y estaba «en efecto en la misma posición que en diciembre de 1995, cuando asesinó a su víctima».